# Geroldo
Geroldo, właśc. Geroldo Guimarães Ramos (ur. 14 marca 1933 w Pentencostes) – piłkarz brazylijski, występujący podczas kariery na pozycji środkowego obrońcy.

## Kariera klubowa
Piłkarską karierę Geroldo rozpoczął w Cearze Fortaleza w 1955 roku. W latach 1955–1959 występował w Américe Recife. W latach 1959–1962 był zawodnikiem Santa Cruz Recife, z którym zdobył mistrzostwo stanu Pernambuco – Campeonato Pernambucano w 1959 roku.

## Kariera reprezentacyjna
W reprezentacji Brazylii Geroldo zadebiutował 22 grudnia 1959 w przegranym 1-4 meczu z reprezentacją Argentyny podczas drugiego turnieju Copa América 1959 w Ekwadorze, na którym Brazylia zajęła trzecie miejsce. Był to jedyny występ Geroldo w reprezentacji.